# Adam Clayton (fotbollsspelare)
Adam Clayton, född 14 januari 1989 i Manchester, är en engelsk professionell fotbollsspelare (mittfältare) som spelar för Matlock Town. Han har representerat England på ungdomsnivå.

## Karriär
Clayton värvades av Huddersfield Town från Leeds United under sommaren 2012. Debuten för Leeds gjordes den 7 augusti 2010 i hemmamatchen mot Derby. Han har tidigare spelat för bland andra Manchester City där har påbörjade sin karriär.
Den 1 september 2020 värvades Clayton av Birmingham City, där han skrev på ett tvåårskontrakt. Den 5 november 2021 kom Birmingham City överens med Clayton om att bryta kontraktet.
I januari 2022 skrev Clayton på ett 1,5-årskontrakt med League One-klubben Doncaster Rovers. I januari 2023 skrev han på ett halvårskontrakt med Bradford City. I juli 2023 värvades Clayton av Rochdale, där han skrev på ett ettårskontrakt.
I augusti 2024 skrev Clayton på för Northern Premier League Division One East-klubben Liversedge. I oktober 2024 gick han till Northern Premier League Premier Division-klubben Matlock Town.